# 朱利安·西蒙兹
朱利安·西蒙兹（英語：Julian Graham John Simmonds；1985年8月29日—）是澳大利亞的一位政治家，所屬政黨是昆士蘭自由國家黨。他在2019年澳大利亞聯邦大選當選賴恩選區的議員。